# Přebor Královéhradeckého kraje 2006/2007
V utkáních Přeboru Královéhradeckého kraje 2006/2007 se utkalo 16 týmů dvoukolovým systémem podzim – jaro. Tento ročník začal v srpnu 2006 a skončil v červnu 2007.
Z Divize C 2005/2006 do soutěže žádný tým nesestoupil. Postup do Divize C 2007/2008 si zajistil vítězný tým SK Převýšov. Sestoupil poslední tým.

## Konečná tabulka Přeboru Královéhradeckého kraje 2006/2007
| Poř. | Tým                            | Z  | V  | R  | P  | VG | OG | B  |
| ---- | ------------------------------ | -- | -- | -- | -- | -- | -- | -- |
| 1.   | SK Převýšov                    | 30 | 21 | 5  | 4  | 71 | 24 | 68 |
| 2.   | RMSK Cidlina Nový Bydžov       | 30 | 19 | 10 | 1  | 75 | 32 | 67 |
| 3.   | 1. FK Nová Paka                | 30 | 16 | 5  | 9  | 66 | 43 | 53 |
| 4.   | TJ Slovan Broumov (N)          | 30 | 16 | 4  | 10 | 69 | 44 | 52 |
| 5.   | FK Kostelec nad Orlicí         | 30 | 14 | 8  | 8  | 41 | 36 | 50 |
| 6.   | FK Černilov (N)                | 30 | 12 | 10 | 8  | 54 | 43 | 46 |
| 7.   | TJ Velešov Doudleby nad Orlicí | 30 | 12 | 9  | 9  | 48 | 52 | 45 |
| 8.   | FC Milíčeves                   | 30 | 12 | 5  | 13 | 53 | 46 | 41 |
| 9.   | FC Spartak Rychnov nad Kněžnou | 30 | 10 | 7  | 13 | 44 | 46 | 37 |
| 10.  | TJ Jiskra Česká Skalice        | 30 | 10 | 6  | 14 | 47 | 55 | 36 |
| 11.  | TJ Sokol Libáň                 | 30 | 9  | 9  | 12 | 40 | 57 | 36 |
| 12.  | SK Přepychy                    | 30 | 10 | 5  | 15 | 52 | 63 | 35 |
| 13.  | Sokol Lhota pod Libčany        | 30 | 9  | 6  | 15 | 46 | 58 | 33 |
| 14.  | FK Náchod-Deštné „B“           | 30 | 7  | 7  | 16 | 50 | 62 | 28 |
| 15.  | FC Olympia Hradec Králové      | 30 | 6  | 5  | 19 | 33 | 69 | 23 |
| 16.  | SK Libčany                     | 30 | 5  | 3  | 22 | 38 | 79 | 18 |

Poznámky:
- Z = Odehrané zápasy; V = Vítězství; R = Remízy; P = Prohry; VG = Vstřelené góly; OG = Obdržené góly; B = Body; (S) = Mužstvo sestoupivší z vyšší soutěže; (N) = Mužstvo postoupivší z nižší soutěže (nováček)

|  | Postup do Divize C 2007/2008             |
|  | Sestup do příslušné I. A třídy 2007/2008 |